# Gmina Ånge
Gmina Ånge (szw. Ånge kommun) – szwedzka gmina, położona w regionie Västernorrland, z siedzibą w Ånge.
Pod względem zaludnienia Ånge jest 201. gminą w Szwecji. Zamieszkuje ją 10 821 osób, z czego 49,52% to kobiety (5359) i 50,48% to mężczyźni (5462). W gminie zameldowanych jest 241 cudzoziemców. Na każdy kilometr kwadratowy przypada 3,53 mieszkańca. Pod względem wielkości gmina zajmuje 29. miejsce.